# 나운영
나운영(羅運榮, 1922년 3월 1일~1993년 10월 21일)은 대한민국의 작곡가이다.

## 생애
본관은 나주이며, 서울에서 태어났다. 중학교 졸업 후 김성태의 지도로 작곡을 배웠고, 1940년 《동아일보》 신춘문예 작곡 부문에 입상하였다. 제국음악학교 본과를 마치고, 동교 연구과를 수료하였다. 모로이 사부로에게 작곡학을 배웠다. 중앙대·서울대·숙명여대·연세대학교·전남대학교·목원대학교 등의 교수를 지냈다.
1946년에 민족음악연구소를 창립하고 1973년에는 한국 민속음악박물관을 설립했다.
한국 현대음악회장·한국 현대음학협회 부회장을 역임하고, 그동안 수차례의 신곡 발표회 및 작품 연주회를 개최하였다. 1965년 서울시 문화상을 수상하였다.
종교는 개신교(한국기독교장로회)이다.

## 작품
교향곡, 협주곡, 미사곡, 오페라, 가곡 등 여러 음악을 작곡하였다.

### 교향곡
- 교향곡 1번
- 교향곡 2번
- 교향곡 3번
- 교향곡 4번
- 교향곡 5번
- 교향곡 6번
- 교향곡 7번
- 교향곡 8번
- 교향곡 9번
- 교향곡 10번
- 교향곡 11번
- 교향곡 12번
- 교향곡 13번

- 피아노협주곡 제1, 2, 3번
- 바이올린 협주곡 제1, 2번
- 첼로협주곡 제1번 외 4곡

오페라〈호동왕자와 낙랑공주〉, 〈에밀레종〉, 〈바보 온달〉
실내악곡현악사중주 제1번 "로맨틱", 8명의 연주자를 위한 시나위  등
가곡〈가려나〉, 〈달밤〉, 〈접동새〉 등
성가곡〈주께 드리네〉, 〈여호와는 나의 목자시니〉, 〈피난처 있으니〉 등 성가독창곡 15곡 외 성가합창곡
칸타타부활절 칸타타, 크리스마스 칸타타 등 모두 9곡
기타동요, 한국찬양곡, 금강산 등

### 군가
- 전우

## 저서
저서로 《화성학》, 《대위법》,《작곡법》, 《관현악법》, 《음악분석법》등이 있다.